# Мюнхендорф
Мюнхендорф (нем. Münchendorf) — коммуна (нем. Gemeinde) в Австрии, в федеральной земле Нижняя Австрия. 
Входит в состав округа Мёдлинг.  Население составляет 2311 человек (на 31 декабря 2005 года). Занимает площадь 19,9 км². Официальный код  —  3 17 18.

## Политическая ситуация
Бургомистр коммуны — Йозеф Эренбергер (СДПА) по результатам выборов 2005 года.
Совет представителей коммуны (нем. Gemeinderat) состоит из 21 места.
- СДПА занимает 14 мест.
- Партия MVP занимает 6 мест.
- АПС занимает 1 место.